# Tamir Yadai

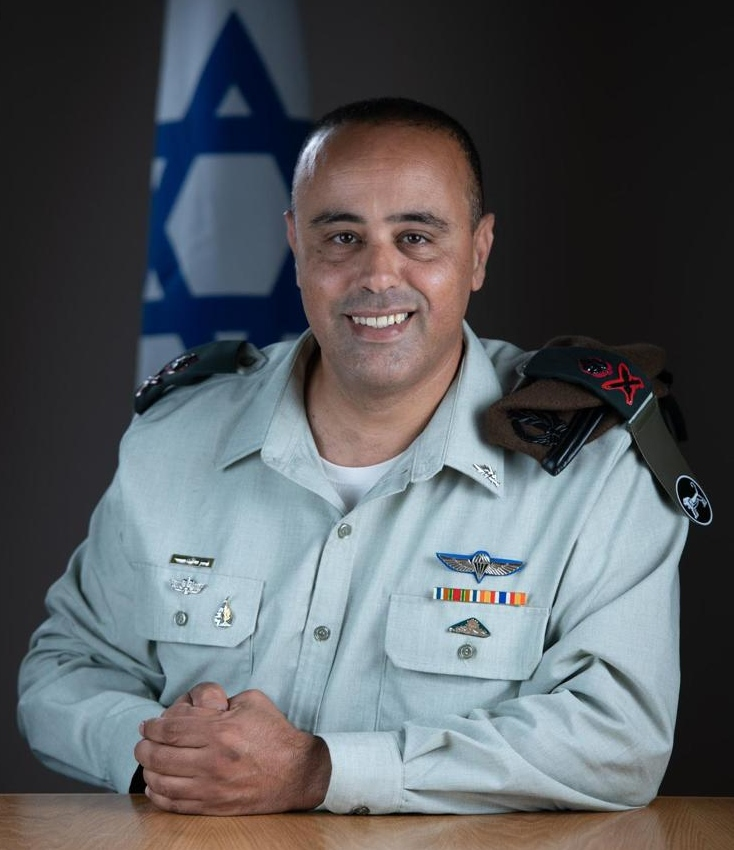
Tamir Yadai (2021)

Tamir Yadai (hebräisch תמיר יָדַעִי; * 1969) ist im Range eines Generalmajors seit 6. März 2025 stellvertretender Generalstabschef der Israelischen Streitkräfte (IDF), nachdem er zuvor seit 2021 das Amt des Oberbefehlshabers der IDF-Bodentruppen bekleidet hatte. Davor war er ab 2020 Leiter des IDF-Zentralkommandos und ab 2017 des Heimatfront-Kommandos.

## Werdegang
Yadai begann seinen Militärdienst 1988 in der Golani-Brigade, wo er bis zum Kommandeur des 13. Bataillons aufstieg. Er ist Absolvent des Führungs- und Stabslehrgangs und des College of National Security. Er besitzt einen Bachelor-Abschluss in Politikwissenschaft und Nahoststudien der Hebräischen Universität, einen Master-Abschluss in Nationaler Sicherheit des College of National Security sowie einen zusätzlichen Master-Abschluss in Betriebswirtschaft des Peres Academic Center. Er heiratete und wurde Vater von drei Kindern.
Im Jahr 2000 erhielt er das Kommando über die Egoz-Eliteeinheit der Oz Brigade und im Jahr 2002 das Kommando über die 300. Regionalbrigade „Bar’am“, zuständig für den Westsektor der Grenze zum Libanon. 2005 wurde er zum Kommandeur der Golani-Brigade ernannt, welche er unter anderem durch den Zweiten Libanonkrieg führte. 2009 wurde er Kommandeur der für die Grenzen zu Ägypten und Jordanien zuständigen 80. Regionaldivision „Edom“ und führte im Anschluss von 2013 bis 2015 die 877. Regionaldivision „Judäa und Samaria“, der die Sicherung des Westjordanlandes obliegt. Danach war er Kommandant des Ausbildungszentrums des Hauptquartiers und gründete die Schule für Führungs- und Einsatzkräfte, ehe er bis 19. Mai 2020 das Heimatfront-Kommando leitete, wo er unter anderem mit der Reaktion der Armee auf die COVID-19-Pandemie betraut wurde. Für diese Tätigkeit war er zu Amtsantritt 2017 zum Generalmajor befördert worden.
Im Juli 2020 wurde er von Generalstabschef Aviv Kochavi zum Leiter des IDF-Zentralkommandos ernannt. Bereits im Februar 2021 wurde bekanntgegeben, dass Yadai zum Oberbefehlshaber der IDF-Bodentruppen ernannt werde. Grund für diesen ungewöhnlichen Schritt, da Generäle in der Regel mindestens zwei Jahre in ihrer Funktion verbleiben, war die Notwendigkeit, den Posten des Befehlshabers der Bodentruppen zu besetzen, der üblicherweise einem ehemaligen Leiter eines Regionalkommandos vorbehalten ist. Da der Chef des Nordkommandos, Amir Baram, darum bat, in seiner Position zu bleiben, und der Chef des Südkommandos, Herzi Halevi, bereits zum nächsten stellvertretenden Stabschef ernannt worden war, blieb Yadai de facto die einzige Option. Sein Nachfolger als Leiter des Zentralkommandos wurde Yehuda Fox, der bis dahin als Militärattaché in den USA diente. Yadai diente im Anschluss bis Dezember 2024 als Chef der Bodentruppen, nachdem er beantragt hatte, seine dreijährige Amtszeit nicht zu verlängern. Während seiner Funktion war er für die israelischen Bodentruppen während des Terrorangriffs der Hamas auf Israel 2023 und dem anschließenden Gaza-Krieg verantwortlich.
Am 14. Februar 2025 wurde er von Verteidigungsminister Israel Katz für den Posten des stellvertretenden IDF-Generalstabschefs ernannt und trat dieses Amt am 6. März 2025 an. Er ersetzte in dieser Funktion Amir Baram, welcher zum Generaldirektor des Verteidigungsministeriums ernannt wurde.